# Средиземноморски охлюв боне
Средиземноморските охлюви боне (Semicassis undulata) са вид коремоноги от семейство Cassidae.
Таксонът е описан за пръв път от Йохан Фридрих Гмелин през 1791 година.